# Verkehrsinfrastruktur
Die Verkehrsinfrastruktur umfasst die Infrastruktur im Verkehrswesen, zu der insbesondere Verkehrsbauwerke und Verkehrsträger gehören. Als Verkehrsträger bezeichnet man Verkehrs- und Transportmittel sowie Verkehrsunternehmen.
Je nach Zusammenhang kann auch die Gesamtheit aller Verkehrsnetze, Verkehrswege oder Verkehrsarten mit dem Begriff Verkehrsinfrastruktur bezeichnet werden.
Abläufe und Entwicklungen unterliegen Verkehrsrecht, Verkehrsregelungen und Verkehrsüberwachung. 

## Allgemeines
Zur Verkehrsinfrastruktur gehören auch die Verkehrswege mit ihren Leitsystemen und Umschlagsplätzen sowie Verkehrsplanung, Verkehrssteuerung und Verkehrsregeln. Die Verkehrsinfrastruktur gliedert sich in materielle (wie Transportmittel, Verkehrsbauwerke, Verkehrsmittel) und immaterielle (Verkehrsrecht, Verkehrsüberwachung, Verkehrsnetze) Bestandteile. Dabei befasst sich die staatliche Verkehrsplanung mit der materiellen Verkehrsinfrastruktur wie Verkehrswege im Land- (Landwege), Luft- (Luftstraßen) und Wasserverkehr (Wasserstraßen) und ihren Umschlagplätzen (Bahnhöfe, Flughäfen, Häfen). Optimale Verkehrsleistungen können nur bei funktionstüchtiger Verkehrsinfrastruktur erbracht werden.
Der öffentliche Verkehr besteht in der Ortsveränderung und dient insbesondere dem Transport (Personentransport und Gütertransport). Damit sichert der Staat die Funktionsfähigkeit der Wirtschaft, weil der Transport von Gütern und Personen erleichtert wird und Transaktionen stattfinden können. Die Verkehrsinfrastruktur betrifft institutionelle und organisatorische Aspekte innerhalb von oder zwischen Verkehrssystemen. Deren Teilelemente sind u. a. Verkehrswege, dazugehörige Leitsysteme und Umschlageinrichtungen sowie Planungsverfahren, Steuerungsformen und rechtliche Regelsysteme wie die deutsche Straßenverkehrs-Ordnung. Zur Verkehrsinfrastruktur „zählen neben den Verkehrswegen, insbesondere dem Straßen- und Schienennetz, auch Ingenieurbauwerke (z. B. Tunnel und Brücken) und Gebäude (z. B. Bahnhöfe)“.
Der öffentliche Verkehr ist unter anderem dadurch gekennzeichnet, dass er für jeden Nutzer in einer Volkswirtschaft zugänglich ist. Tauchen jedoch mehrere Verkehrsteilnehmer auf demselben Verkehrsweg zur gleichen Zeit auf und behindern sich gegenseitig (Verkehrsstau), entstehen Nutzungskosten von Verkehrswegen. Die Grenzkosten der Nutzung steigen von allgemein nahe Null auf merklich positive Werte. Spürbar werden diese Kosten durch Verspätungen der Nutzer, weil die Verkehrswege ihre ursprüngliche Aufgabe, ungehinderte Mobilität zu gewährleisten, nicht mehr erfüllen.

## Verkehrsträger/Verkehrsweg/Transportmittel
Der Zusammenhang zwischen Verkehrswegen, Verkehrsträgern und Transportmitteln ergibt sich aus folgender Tabelle:
| Verkehrsträger      | Transportmittel   | Verkehrsweg           |
| ------------------- | ----------------- | --------------------- |
| Straßenverkehr      | Pkw, Lkw, Omnibus | Straßennetz           |
| Eisenbahnverkehr    | Eisenbahnen       | Schienennetz          |
| Luftverkehr         | Flugzeuge         | Luftstraßen           |
| Binnenschifffahrt   | Binnenschiffe     | Flüsse, Kanäle, Seen  |
| Seeschifffahrt      | Seeschiffe        | Seewege               |
| Rohrleitungsverkehr | Pipelines         | Leitungsnetze         |
| Nachrichtenverkehr  | Kabel, Funkwellen | Kabelnetze, Funknetze |

Als Verkehrsträger wird hierin die Beförderungsart verstanden, mit der der Personen- und/oder Gütertransport durchgeführt wird.

## Verkehrsträger/Transportmittel/Verkehrsinfrastruktur
Die Verkehrsinfrastruktur ist an jeden Verkehrsträger und jedes Transportmittel individuell angepasst:
| Verkehrsträger | Transportmittel | Verkehrsinfrastruktur |
| -------------- | --- | --- |
| Straßen        | Straßenverkehr: Fußgänger, Fahrräder, Lastkraftwagen, Omnibusse, Personenkraftwagen, Taxen, Werkverkehr                                          | Straßenbrücken, Straßennetz, Straßentunnel, Straßenverkehrsrecht, Verkehrsüberwachung                                    |
| Schienen       | Schienenverkehr: Bergbahnen, Eisenbahnen, Hochbahnen, Straßenbahnen, Zahnradbahnen                                                               | Bahnhöfe, Eisenbahnbrücken, Eisenbahntunnel, Schienennetze, Eisenbahnrecht, Betriebsleittechnik                          |
| Wasserwege     | Wasserverkehr: * Binnenschifffahrt: Flüsse, Kanäle und Seen (Binnenschiffe, Fähren, Flusskreuzfahrtschiffe) * Seeschifffahrt: Meere (Seeschiffe) | * Binnenhäfen, Containerbrücken, Hafenanlagen, Revierzentralen * Seehäfen, Schifffahrtsrecht, Verkehrszentralen          |
| Luftraum       | Luftverkehr: Luftfahrzeuge wie Flugzeuge, Ballone, Segelflugzeuge                                                                                | Flughäfen, Flugsicherung, Luftfahrtrecht, Luftraumüberwachung                                                            |
| Weltraum       | Weltraumfahrt: Weltraumfahrzeuge | Startrampen, Raketensilos, Weltraumbahnhöfe, Weltraumüberwachung                                                         |
| Rohrleitungen  | Leitungsverkehr: Rohöl- und Gas-Pipelines, Kabel                                                                                                 | Leitungsnetze (Breitbandnetze, Stromnetze, Telefonnetze, Verteilnetze), Speicher                                         |
| Nachrichten    | Nachrichtenverkehr: Funkwellen, Kabel | Funknetze (Mobilfunknetze, Infrastruktur-Netzwerke), Kabelfernsehnetze, Kommunikationsnetze, Sendeanlagen, Rundfunkrecht |

Zur materiellen Verkehrsinfrastruktur zählen insbesondere alle Verkehrsbauwerke (Verkehrs- und Transportwege und deren Umschlagplätze), zur immateriellen gehören unter anderem das Verkehrsrecht für die einzelnen Verkehrsträger (beispielsweise das Luftfahrtrecht) und dessen Überwachung durch staatliche Aufsichtsbehörden (Luftraumüberwachung).

## Wirtschaftliche Aspekte
Die Verkehrsinfrastruktur befindet sich weltweit meist nahezu vollständig im Staatsbesitz. Das trifft insbesondere auf Verkehrswege und Transportwege zu, aber auch bedeutende Verkehrsunternehmen gehören meist zum Staatsvermögen. Sie bildet einen wesentlichen Teil der gesamten Infrastruktur und ist im Bereich kritischer Infrastrukturen systemrelevant.
Der Auslastungsgrad der Verkehrsinfrastruktur ist das prozentuale Verhältnis von tatsächlicher Inanspruchnahme durch Verkehrsteilnehmer und der maximal vorhandenen Kapazität (siehe auch: Belegungsgrad). Die Auslastung bestimmt maßgeblich die Investitionsausgaben für Verkehrswege und die Kosten für Verkehrsstaus. Letztere sind insbesondere zur Hauptverkehrszeit ein Indiz für das Erreichen oder Überschreiten der Kapazitätsgrenze der Verkehrsinfrastruktur.
Eine gute Verkehrsinfrastruktur sorgt für niedrige Transportkosten, geringeres Transportrisiko und kürzere Fahrzeiten. Die Höhe der Transportkosten bemisst sich nach den zu überwindenden Entfernungen, der Fahrzeit, der Verkehrsart (Personen- oder Gütertransport) und der Art des Transportmittels. Transportkosten sind auch deshalb ein wichtiger Standortfaktor für Unternehmen und Institutionen. Der Modernitätsgrad der Verkehrsinfrastruktur ergibt sich aus dem prozentualen Verhältnis zwischen dem Netto- und Brutto-Anlagevermögen. Dabei zeigt sich, dass in Deutschland für jede verkehrsträgerspezifische Infrastruktur ein Investitionsstau besteht.
Die Bahnhöfe, Binnenhäfen, Flughäfen, Seehäfen und Containerterminals verknüpfen im kombinierten Verkehr die Teilnetze der verschiedenen Verkehrsträger. Beispielsweise verknüpft der Seehafen die Verkehrsinfrastruktur des Seeverkehrs mit der seines Binnenlandes, also den Binnenwasserstraßen, Schienennetzen, Straßennetzen und Leitungsnetzen. So kann beispielsweise der Vorlauf zum Bahnhof/Flughafen/Hafen von Speditionen übernommen werden, der Hauptlauf durch Eisenbahnunternehmen/Fluggesellschaften/Reedereien und der Nachlauf wieder durch Spediteure.
Die Verkehrsinfrastruktur bestimmt vorrangig die Mobilität von Personen, Sachkapital und materiellen Vorleistungen. Das gilt bei Arbeitskräften als Pendlern, für Lieferketten und für Verkehrssysteme.

## Verkehrsinfrastrukturpolitik
Die Verkehrsinfrastrukturpolitik ist neben dem Verkehrsrecht der wichtigste Bereiche der Verkehrspolitik.
Eine „gute“ Verkehrsinfrastruktur wird als zentraler wirtschaftlicher Standortfaktor angesehen. Regionen sollen an überregionale Verkehrsnetze entsprechend angebunden sein. In Westeuropa gilt sie als relativ gut ausgebaut. In schlecht erreichbaren Regionen führt der Ausbau der Verkehrsinfrastruktur zu relativ klaren positiven Effekten. Dabei wird der Grenznutzen weiterer Maßnahmen ab einer bestimmten Ausbaustufe geringer. Lokal orientierte Experten sehen die Verkehrsinfrastruktur oft als wichtiger an als wissenschaftlich begründet ist.
Diverse Kommissionen setzen sich immer wieder mit der Sicherstellung einer funktionierenden und finanzierten Verkehrsinfrastruktur auseinander: siehe unter anderem: Pällmann-Kommission, Daehre-Kommission oder Bodewig-Kommission.
Das Deutsche Institut für Wirtschaftsforschung errechnete für das Jahr 2011 ein Bruttoanlagevermögen der deutschen Verkehrsinfrastruktur von 778 Milliarden Euro.